# Onthophagus ecopas
Onthophagus ecopas är en skalbaggsart som beskrevs av Josso och Prévost 2006. Onthophagus ecopas ingår i släktet Onthophagus och familjen bladhorningar. Inga underarter finns listade i Catalogue of Life.